# Mathilde Seigner
Mathilde Anne Dominique Seigner (París, 17 de enero de 1968) es una actriz francesa.
Es hermana de Emmanuelle Seigner y de Marie-Amélie Seigner, y también nieta del actor Louis Seigner (1903-1991) y sobrina de Françoise Seigner, ambos formaban parte de la Comédie-Française.

## Carrera
En 1995, recibió el premio Michel Simon por su papel en Rosine, de Christine Carrière, que le dio gran popularidad. Muy aficionada a la canción francesa, admira particularmente a Claude Barzotti, Lara Fabian, Michel Sardou, Hubert-Félix Thiéfaine y Sylvie Vartan.

## Vida privada
Durante algunos años, fue la pareja del actor Antoine Duléry.
Desde 1998 hasta 2001, tuvo una relación muy discreta con el humorista Laurent Gerra.
Desde octubre de 2006, Mathilde comparte su vida con Mathieu Petit, un cámara, y su primer hijo nació el 10 de agosto de 2007. Su hijo se llama Louis.
Según el periódico Le Figaro, sus ingresos en 2007 se estiman en 2 800 000 euros, lo que la convierte en la actriz mejor pagada de Francia.

## Filmografía

### Cine
- 1994: Boulevard Mac Donald de Melvil Poupaud.
- 1994: 3000 scénarios contre un virus de Jean Achache - segmento Attente
- 1994: Le sourire de Claude Miller - Tututt
- 1995: J'aime beaucoup ce que vous faites de Xavier Giannoli
- 1995: Rosine de Christine Carrière - Marie
- 1996: Mémoires d'un jeune con de Patrick Aurignac - Nathalie
- 1997: L'homme que j'aime de Stéphane Giusti.
- 1997: Portraits chinois de Martine Dugowson - Fanny
- 1997: Nettoyage à sec de Anne Fontaine - Marylin
- 1997: Vive la République ! de Eric Rochant - Corinne
- 1997: Francorusse de Alexis Miansarow - Sophie
- 1998: Noël en famille de Fabienne Bertheaud.
- 1999: Vénus beauté (instituto) de Tonie Marshall - Samantha
- 1999: Belle Maman de Gabriel Aghion - Séverine
- 1999: Le Temps retrouvé de Raoul Ruiz - Céleste
- 1999: Le Bleu des villes de Stéphane Brizé - Mylène
- 2000: Le Cœur à l'ouvrage de Laurent Dussaux - Chloë
- 2000: Harry, un ami qui vous veut du bien de Dominik Moll - Claire
- 2001: La chambre des magiciennes de Claude Miller - Odette
- 2001: Une hirondelle a fait le printemps de Christian Carion - Sandrine
- 2001: Le lait de la tendresse humaine de Dominique Cabrera - Sabrina
- 2001: Betty Fisher et autres histoires de Claude Miller -  Carole
- 2001: Inch'allah dimanche de Yamina Benguigui - Melle Briat
- 2003: Tristan de Philippe Harel – la comisario Emmanuelle Barsac
- 2004: Mariages ! de Valérie Guignabodet - Valentine
- 2004: Les Parisiens de Claude Lelouch - dos gemelas parisinas
- 2005: Tout pour plaire de Cécile Telerman - Juliette
- 2005: Le courage d'aimer de Claude Lelouch - Anne / Clémentine
- 2005: Palais Royal ! de Valérie Lemercier - Laurence
- 2006: Camping de Fabien Onteniente - Sophie Gatineau
- 2006: Danse avec lui de Valérie Guignabodet
- 2006: Le Passager de l'été de Florence Moncorgé-Gabin - Angèle
- 2007: Zone libre de Christophe Malavoy - la nuera
- 2007: Danse avec lui de Valérie Guignabodet - Alexandra
- 2007: 3 amis de Michel Boujenah
- 2007: Détrompez-vous de Bruno Dega - Lisa
- 2009: Quelque chose à te dire de Cécile Telerman - Alice Celliers
- 2009: Une semaine sur deux de Ivan Calbérac - Marjorie
- 2010: Camping 2 de Fabien Onteniente - Sophie Gatineau
- 2010: Trésor, de Claude Berri y Francois Dupeyron.

### Televisión
- 1991: Cas de divorce - Pascale Seguin, testigo de Monsieur Baron (episodio 78).
- 1992: Salut les Musclés
- 1995: Pêcheur d'Islande de Daniel Vigne - Gaude
- 1996: Mariage d'amour de Pascale Bailly - Nadine
- 1996: Vacances bourgeoises de Jean-Claude Brialy - Mélanie
- 2002: Madame Sans-Gêne de Philippe de Broca - Catherine Lefebvre

## Teatro
- 1991 - L'étourdi de Molière; puesta en escena de Françoise Seigner
- 1997: Oncle Vania de Anton Chejov, puesta en escena de Patrice Kerbrat, Teatro Hébertot.
- 2001, 2002, 2003: L’éducation de Rita de Willy Russel, puesta en escena de Michel Fagadau, Comédie des Champs-Elysées.